# Gran Premio d'Italia 1952
Il Gran Premio d'Italia 1952 è stata l'ottava e ultima prova della stagione 1952 del campionato mondiale di Formula 1. La gara si è tenuta domenica 7 settembre sul circuito di Monza ed è stata vinta dall'italiano Alberto Ascari su Ferrari, all'ottavo successo in carriera; Ascari ha preceduto all'arrivo l'argentino José Froilán González su Maserati e uno dei suoi compagni di squadra, il connazionale Luigi Villoresi.
Per Alberto Ascari è il quinto hat trick (pole position, giro veloce e vittoria del Gran Premio) in carriera in Formula 1.

## Vigilia

### Aspetti sportivi
Il Gran Premio rappresenta l'ottavo e ultimo appuntamento stagionale a distanza di tre settimane dalla disputa del Gran Premio d'Olanda, settima gara del campionato. Il Gran Premio d'Italia torna a essere l'evento conclusivo del calendario dopo che nel 1951 tale ruolo era occupato dal Gran Premio di Spagna, del quale era originariamente prevista anche la seconda edizione per il 26 ottobre 1952, nello stesso periodo dell'edizione del 1951, poi annullata a causa della mancanza di fondi. Il numero di gare, 8, rimane dunque identico rispetto a quello della passata stagione. La tappa italiana si corre dopo il National Trophy e il Gran Premio della Baule, due gare di Formula 2 corse rispettivamente il 23 agosto sul circuito di Turnberry e il 24 agosto sul circuito della Baule-Escoublac.
Tra le squadre ufficiali alla gara prendono parte la Scuderia Ferrari, con cinque 500 guidate dai titolari Alberto Ascari, Nino Farina e Piero Taruffi assieme a Luigi Villoresi e André Simon, l'Equipe Gordini, con tre T16 guidate da Robert Manzon, Maurice Trintignant, e Jean Behra, la Maserati, con tre A6GCM guidate da Felice Bonetto, Franco Rol e José Froilán González, la Connaught Engineering, con tre Connaught A guidate da Kenneth McAlpine, Dennis Poore e Stirling Moss, e HW Motors, con due vetture guidate da Lance Macklin e Peter Collins, e la WS Aston con Bill Aston alla guida di una NB41.
Tra le squadre private sono presenti la Écurie Espadon, con una Ferrari 500 e una 212 guidate rispettivamente da Rudi Fischer e Hans Von Stuck, la Ecurie Richmond, con due Cooper T20 guidate da Eric Brandon e Alan Brown, la Scuderia Franera, con Ken Wharton a bordo di un'altra T20, la Escuderia Bandeirantes, con tre Maserati A6GCM guidate da Gino Bianco, Chico Landi ed Eitel Cantoni, la Scuderia Enrico Platé, con due Maserati 4CLT-48 motorizzate Platé guidate da Toulo de Graffenried e Alberto Crespo, la Écurie Rosier, con Louis Rosier al volante di una Ferrari 500, e la Écurie Francorchamps, con Charles de Tornaco alla guida di un'altra 500.
Tra i piloti privati sono presenti Élie Bayol su una OSCA 20, Mike Hawthorn su una Cooper T20, Piero Dusio su una Cisitalia D46, Tony Gaze su una HWM 52, Johnny Claes su una Simca-Gordini T15 e Peter Whitehead su una Ferrari 125.

## Qualifiche

### Resoconto
Per questa gara gli organizzatori hanno deciso che solamente i primi 24 tempi sarebbero stati sufficienti per la qualificazione, di conseguenza gli 11 piloti iscritti più lenti non hanno potuto prendere parte alla gara. Tra di essi ci sono i piloti della HW Motors, della Scuderia Enrico Platé, della Écurie Francorchamps e della WS Aston e i piloti Peter Whitehead, Tony Gaze, Piero Dusio, Johnny Claes e Hans Von Stuck. Il tedesco è colui che segna il tempo più alto, di 17"1 superiore a quello della pole position di Alberto Ascari di 2'05"7.

### Risultati
Nella sessione di qualifica si è avuta questa situazione:
| Pos                                     | Nº | Pilota                | Costruttore           | Tempo       | Griglia |
| --------------------------------------- | -- | --------------------- | --------------------- | ----------- | ------- |
| 1                                       | 12 | Alberto Ascari        | Ferrari               | 2'05"7      | 1       |
| 2                                       | 16 | Luigi Villoresi       | Ferrari               | 2'06"6      | 2       |
| 3                                       | 10 | Nino Farina           | Ferrari               | 2'07"0      | 3       |
| 4                                       | 4  | Maurice Trintignant   | Gordini               | 2'07"2      | 4       |
| 5                                       | 26 | José Froilán González | Maserati              | 2'07"6      | 5       |
| 6                                       | 14 | Piero Taruffi         | Ferrari               | 2'07"8      | 6       |
| 7                                       | 2  | Robert Manzon         | Gordini               | 2'08"2      | 7       |
| 8                                       | 8  | André Simon           | Ferrari               | 2'09"1      | 8       |
| 9                                       | 32 | Stirling Moss         | Connaught-Lea-Francis | 2'09"8      | 9       |
| 10                                      | 34 | Élie Bayol            | OSCA                  | 2'10"6      | 10      |
| 11                                      | 6  | Jean Behra            | Gordini               | 2'10"8      | 11      |
| 12                                      | 42 | Mike Hawthorn         | Cooper-Bristol        | 2'11"2      | 12      |
| 13                                      | 22 | Felice Bonetto        | Maserati              | 2'11"6      | 13      |
| 14                                      | 18 | Rudi Fischer          | Ferrari               | 2'11"8      | 14      |
| 15                                      | 40 | Ken Wharton           | Cooper-Bristol        | 2'12"2      | 15      |
| 16                                      | 24 | Franco Rol            | Maserati              | 2'12"7      | 16      |
| 17                                      | 62 | Louis Rosier          | Ferrari               | 2'12"7      | 17      |
| 18                                      | 48 | Chico Landi           | Maserati              | 2'13"0      | 18      |
| 19                                      | 30 | Dennis Poore          | Connaught-Lea-Francis | 2'14"0      | 19      |
| 20                                      | 36 | Eric Brandon          | Cooper-Bristol        | 2'14"0      | 20      |
| 21                                      | 38 | Alan Brown            | Cooper-Bristol        | 2'15"0      | 21      |
| 22                                      | 28 | Kenneth McAlpine      | Connaught-Lea-Francis | 2'15"1      | 22      |
| 23                                      | 50 | Eitel Cantoni         | Maserati              | 2'15"9      | 23      |
| 24                                      | 46 | Gino Bianco           | Maserati              | 2'17"1      | 24      |
| Griglia di partenza limitata a 24 posti |    |                       |                       |             |         |
| NQ                                      | 70 | Charles de Tornaco    | Ferrari               | 2'17"5      | –       |
| NQ                                      | 58 | Alberto Crespo        | Maserati-Platé        | 2'17"8      | –       |
| NQ                                      | 60 | Toulo de Graffenried  | Maserati-Platé        | 2'18"4      | –       |
| NQ                                      | 54 | Peter Collins         | HWM-Alta              | 2'18"6      | –       |
| NQ                                      | 68 | Peter Whitehead       | Ferrari               | 2'18"8      | –       |
| NQ                                      | 56 | Tony Gaze             | HWM-Alta              | 2'20"3      | –       |
| NQ                                      | 64 | Bill Aston            | Aston-Butterworth     | 2'20"7      | –       |
| NQ                                      | 52 | Lance Macklin         | HWM-Alta              | 2'21"0      | –       |
| NQ                                      | 20 | Hans Von Stuck        | Ferrari               | 2'22"8      | –       |
| NQ                                      | 66 | Johnny Claes          | Simca-Gordini-Gordini | senza tempo | –       |
| NQ                                      | 44 | Piero Dusio           | Cisitalia-BPM         | senza tempo | –       |

## Gara

### Resoconto

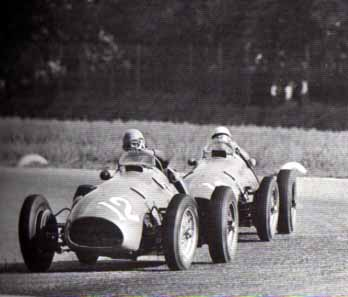
Alberto Ascari e Luigi Villoresi durante la gara

José Froilán González, partito dalla seconda fila, al via è risalito in prima posizione con Alberto Ascari che lo segue in seconda posizione. Il vantaggio alla partenza di González è stato possibile grazie al minor peso della vettura dovuta alla minor quantità di carburante. L'argentino ha condotto la gara per i primi 36 giri, finché, mentre eseguiva il rifornimento ai box, è stato sorpassato dalle Ferrari di Ascari e di Luigi Villoresi, rientrando in terza posizione. Il neo campione del mondo mantiene la testa fino alla fine della corsa, conquistando la sesta vittoria consecutiva. Nel frattempo González aveva superato Villoresi assicurandosi la seconda posizione. Nino Farina ha terminato in quarta posizione, mentre gli ultimi punti in palio sono stati guadagnati da Felice Bonetto. Le restanti vetture della Scuderia Ferrari di André Simon e Piero Taruffi hanno terminato rispettivamente in sesta e settima posizione, mentre la terza vettura della Officine Alfieri Maserati guidata da Franco Rol ha dovuto ritirarsi al ventiquattresimo giro per un problema al motore.
La Cooper di Mike Hawthorn ha avuto dei problemi all'ignizione e ha dovuto rientrare nei box già al terzo giro per ripararla. La sua vettura è ripartita solo quando la gara era al quarantaduesimo giro.
Avendo Taruffi terminato la gara fuori dalla zona punti, Farina ha potuto mantenere la seconda posizione della classifica finale.
Con l'argentino González primo nei primi 36 giri, si interrompono le strisce di 305 giri e 2 075 km consecutivi in testa di Alberto Ascari, due primati comunque rimasti tuttora imbattuti.

### Risultati
I risultati del Gran Premio sono i seguenti:
| Pos | Nº | Pilota                | Costruttore           | Giri | Tempo/Ritiro    | Griglia | Punti |
| --- | -- | --------------------- | --------------------- | ---- | --------------- | ------- | ----- |
| 1   | 12 | Alberto Ascari        | Ferrari               | 80   | 2h50'45"6       | 1       | 8,5   |
| 2   | 26 | José Froilán González | Maserati              | 80   | +1'01"8         | 5       | 6,5   |
| 3   | 16 | Luigi Villoresi       | Ferrari               | 80   | +2'04"2         | 2       | 4     |
| 4   | 10 | Nino Farina           | Ferrari               | 80   | +2'11"4         | 3       | 3     |
| 5   | 22 | Felice Bonetto        | Maserati              | 79   | +1 giro         | 13      | 2     |
| 6   | 8  | André Simon           | Ferrari               | 79   | +1 giro         | 8       |       |
| 7   | 14 | Piero Taruffi         | Ferrari               | 77   | +3 giri         | 6       |       |
| 8   | 48 | Chico Landi           | Maserati              | 76   | +4 giri         | 18      |       |
| 9   | 40 | Ken Wharton           | Cooper-Bristol        | 76   | +4 giri         | 15      |       |
| 10  | 62 | Louis Rosier          | Ferrari               | 75   | +5 giri         | 17      |       |
| 11  | 50 | Eitel Cantoni         | Maserati              | 75   | +5 giri         | 23      |       |
| 12  | 30 | Dennis Poore          | Connaught-Lea-Francis | 74   | +6 giri         | 19      |       |
| 13  | 36 | Eric Brandon          | Cooper-Bristol        | 73   | +7 giri         | 20      |       |
| 14  | 2  | Robert Manzon         | Gordini               | 71   | +9 giri         | 7       |       |
| 15  | 38 | Alan Brown            | Cooper-Bristol        | 68   | +12 giri        | 21      |       |
| Rit | 32 | Stirling Moss         | Connaught-Lea-Francis | 60   | Sospensione     | 9       |       |
| Rit | 46 | Gino Bianco           | Maserati              | 46   | Motore          | 24      |       |
| Rit | 6  | Jean Behra            | Gordini               | 42   | Motore          | 11      |       |
| NC  | 42 | Mike Hawthorn         | Cooper-Bristol        | 38   | +42 giri        | 12      |       |
| Rit | 24 | Franco Rol            | Maserati              | 24   | Motore          | 16      |       |
| Rit | 4  | Maurice Trintignant   | Gordini               | 5    | Motore          | 4       |       |
| Rit | 28 | Kenneth McAlpine      | Connaught-Lea-Francis | 4    | Sospensione     | 22      |       |
| Rit | 18 | Rudi Fischer          | Ferrari               | 3    | Motore          | 14      |       |
| Rit | 34 | Élie Bayol            | OSCA                  | 0    | Cambio          | 10      |       |
| NQ  | 70 | Charles de Tornaco    | Ferrari               |      | Non qualificato |         |       |
| NQ  | 58 | Alberto Crespo        | Maserati-Platé        |      | Non qualificato |         |       |
| NQ  | 60 | Toulo de Graffenried  | Maserati-Platé        |      | Non qualificato |         |       |
| NQ  | 54 | Peter Collins         | HWM-Alta              |      | Non qualificato |         |       |
| NQ  | 68 | Peter Whitehead       | Ferrari               |      | Non qualificato |         |       |
| NQ  | 56 | Tony Gaze             | HWM-Alta              |      | Non qualificato |         |       |
| NQ  | 64 | Bill Aston            | Aston-Butterworth     |      | Non qualificato |         |       |
| NQ  | 52 | Lance Macklin         | HWM-Alta              |      | Non qualificato |         |       |
| NQ  | 20 | Hans Von Stuck        | Ferrari               |      | Non qualificato |         |       |
| NQ  | 66 | Johnny Claes          | Simca-Gordini-Gordini |      | Non qualificato |         |       |
| NQ  | 44 | Piero Dusio           | Cisitalia-BPM         |      | Non qualificato |         |       |

Alberto Ascari e José Froilán González si spartiscono il punto addizionale per aver segnato il giro più veloce della gara.

## Classifica mondiale
| Pos | Pilota                | Punti     |
| --- | --------------------- | --------- |
| 1   | Alberto Ascari        | 36 (53,5) |
| 2   | Nino Farina           | 24 (27)   |
| 3   | Piero Taruffi         | 22        |
| 4   | Rudi Fischer          | 10        |
| =   | Mike Hawthorn         | 10        |
| 6   | Robert Manzon         | 9         |
| 7   | Troy Ruttman          | 8         |
| =   | Luigi Villoresi       | 8         |
| 9   | José Froilán González | 6,5       |
| 10  | Jim Rathmann          | 6         |
| =   | Jean Behra            | 6         |
| 12  | Sam Hanks             | 4         |
| 13  | Duane Carter          | 3         |
| =   | Ken Wharton           | 3         |
| =   | Dennis Poore          | 3         |
| 16  | Alan Brown            | 2         |
| =   | Maurice Trintignant   | 2         |
| =   | Eric Thompson         | 2         |
| =   | Art Cross             | 2         |
| =   | Paul Frère            | 2         |
| =   | Felice Bonetto        | 2         |
| 22  | Bill Vukovich         | 1         |